# Conlin McCabe
Pour les articles homonymes, voir McCabe.
Conlin McCabe, né le 20 août 1990 à Brockville (Ontario), est un rameur d'aviron canadien. 

## Palmarès

### Jeux olympiques
- 2012 à Londres,  Royaume-Uni
  -  Médaille d'argent en huit

### Championnats du monde
- 2011 à Bled,  Slovénie
  -  Médaille de bronze en huit